# Канаші
Канаші́ (рос. Канаши) — село у складі Шадрінського району Курганської області, Росія. Адміністративний центр та єдиний населений пункт Канаської сільської ради.
Населення — 1403 особи (2017, 1450 у 2010, 1628 у 2002).
Національний склад станом на 2002 рік: росіяни — 98 %.